# Marin Mema
Marin Mema (ur. 22 marca 1981 w Tiranie) – albański dziennikarz pracujący w Top Channel, były piłkarz.

## Życiorys
W 1997 roku grał w młodzieżowej reprezentacji Albanii w piłce nożnej.
W sierpniu 2012 został uznany w Grecji za persona non grata i otrzymał zakaz wjazdu do Grecji. Powodem tej decyzji był najprawdopodobniej reportaż krytykujący wydalenie podczas II wojny światowej przez Grecję Czamów z ich regionu leżącego na terenach greckich. W odpowiedzi członkowie Związku Dziennikarzy w Albanii protestowali pod ambasadą Republiki Greckiej w Tiranie.
W związku z trzęsieniem ziemi w Albanii w listopadzie 2019 roku, Marin Mema był jednym ze współorganizatorów zbiórek dla osób poszkodowanych podczas tego trzęsienia ziemi; wraz z Markiem Kepim, założycielem organizacji Rrënjët Shqiptare zdołał zebrać ok. 1.3 mln dolarów (ówcześnie była to wartość prawie 143 mln leków albańskich).